# План Ахтисаари
През февруари 2007 г. Марти Ахтисаари излага пред лидерите в Белград и Прищина предложение за статута на Косово, което отговаря на широк кръг от въпроси, свързани с бъдещето на провинцията. В частност в него са заложени следните мерки за закрила на косовските неалбански общности. Предложението включва клаузи за следните области:
- конституционни мерки
- права на общностите
- децентрализация на управлението,
- закрила на собствеността на Сръбската православна църква и институционална защита на неалбанските общности в продължение на най-малко три години.
- правосъдна система
- международни задължения
- вътрешна сигурност на Косово
- международно гражданско представителство
- политика по Европейската сигурност и отбрана
- международно присъствие на военни сили
- законодателство

Без да споменава думата „независимост“, проектът съдържа няколко положения, които широко се възприемат като предполагащи държавност в Косово. Например Косово ще има право да кандидатства за членство в международни организации, да създаде своя служба за сигурност и да приеме национални символи. 
Ахтисаари обявява, че след период на консултации със страните ще оформи окончателно предложението си за споразумение и ще го представи в Съвета за сигурност на ООН. На този етап той ще доразвие и концепцията си за статута на провинцията.
В Белград сръбският министър-председател Воислав Кощуница отказва да приеме Марти Ахтисаари. Сърбия все още не е формирала ново правителство след парламентарните избори на 21 януари и Кощуница смята, че не е упълномощен да обсъжда темата за Косово, и следователно не може да разговаря с Ахтисаари. Въпреки това, той по-късно осъжда предложението на Ахтисаари като „нелегитимно и неприемливо“, защото според него то „нарушава Хартата на ООН ... подкопавайки суверенитета на Сърбия, която е членка на организацията.“ Сръбският президент Борис Тадич приема Ахтисаари, след което потвърждава тържественото си обещание, че никога няма да признае независимо Косово. Външният министър на Сърбия Вук Драшкович предупреждава, че „трябва да се предотврати едно наложено отвън решение, което може да превърне Сърбия във фактор на нестабилност.“
След срещата си с Ахтисаари водачите на косовските албанци публикуват изявление, в което изказват убедеността си, че „международният процес за определяне на статута на Косово, който е ръководен от президента Ахтисаари, ще бъде завършен скоро с постигане на независимост за Косово.“
Според САЩ предложението е „балансирано и справедливо“, а Германия в качеството си на председател на ЕС набляга на факта, че предложението на Ахтисаари е „резултат на почти едногодишни преки разговори между Белград и Прищина“,
На 21 февруари Ахтисаари започва консултации с двете страни във Виена, за да оформи своето предложение за споразумение. Той подчертава, че това не е окончателен вариант и че в крайния документ ще бъдат включени компромисни решения. След кръг консултации и допълнително преработване на проектоспоразумението, на 10 март Ахтисаари провежда среща на високо равнище със страните във Виена. След тази среща водачите на двете страни изразяват пълно нежелание за компромис по основните си искания (косовските албанци – за независимост на провинцията; а Сърбия – за запазване на суверенитета над Косово). Заключавайки, че няма възможност двете страни да примирят своите позиции, Ахтисаари обявява, че до края на март ще се обърне към Съвета за сигурност на ООН със своите предложения, които ще включват ясна препоръка за статута на провинцията.

## Последвали дебати
На 3 април Ахтисаари представя пред Съвета за сигурност на ООН окончателен пакет предложения, включващ ясно изразената препоръка Косово да стане независимо след период под международно наблюдение.
Прищина приема окончателното предложение на Ахтисаари, а Белград го отхвърля. Веднага след оповестяването на предложенията САЩ и Германия (в качеството си на председател на ЕС) разпространяват изявления, в които изразяват подкрепата си за тях. Парламентът на ЕС също обявява пълната си подкрепа за Плана Ахтисаари. Въпреки това Русия призовава към нов кръг преговори, по възможност с нов Специален представител. Поне един от другите членове на Съвета за сигурност – Южна Африка (непостоянен член на СС) – изразява съгласие с безпокойството на Русия.
В началото на май 2007 г. европейските членки на Съвета на сигурност на ООН, Германия и САЩ разпространяват проекторезолюция на СС, която да замени резолюция 1244 на Съвета за сигурност. Тя взема предвид предложенията на Ахтисаари и предполага приключване на администрирането на провинцията от ООН след преходен период от четири месеца. Постоянният представител на САЩ в ООН обяви, че проекторезолюцията има достатъчно подкрепа в СС, за да бъде приета, ако Русия не възрази. Но Русия многократно е заявявала, че може да използва правото си на вето, ако резолюцията не е приемлива и за двете страни.

Русия отхвърля резолюцията на Съвета за сигурност на ООН, основана на Плана Ахтисаари. С напредването на разговорите около 16 юни намалява надеждата за постигане на споразумение, а върховният представител на Европейския съюз за външната политика и сигурността Хавиер Солана заявява, че ЕС ще престане да подкрепя усилията за постигане на компромис относно резолюцията в следващите няколко дни, ако Русия не получи уверение, че няма основания за безпокойство. На 16 юли Русия отхвърля друга проекторезолюция, която предвижда допълнителни разговори между Сърбия и косовските албанци. Според Русия тази проекторезолюция е била „пропита от идеята за независимост на Косово“. Заместник-ръководителят на британската делегация в Ню Йорк Карен Пиърс съобщава на репортери, че окончателният вариант на резолюцията ще бъде представен „в рамките на 36 часа“.
Според агенция Ройтерс върховният представител на Европейския съюз за външната политика и сигурността предлага (в случай на отпадане и на тази проекторезолюция) нови разговори между Белград и косовските албанци в продължение на четири месеца и под ръководството на Контактната група.
Германският канцлер Ангела Меркел изглежда подкрепя подновяване на разговорите между страните след среща със сръбския министър-председател Воислав Кощуница. „Сега обмисляме възможността да подкрепим кръг от преговори между Белград и Прищина в опит да се намери решение“, казва Меркел.
САЩ, Великобритания и други европейски страни-членки на Съвета за сигурност официално отказват да подкрепят основаната на предложението на Ахтисаари проекторезолюция от 20 юли 2007 г., която не успява да спечели одобрението на Русия.
Генералният секретар на ООН по-късно подкрепя провеждането на още един кръг преговори, водени от САЩ, ЕС и Русия („тройка преговарящи“). Те приключват на 10 декември 2007 г., без да е постигнато споразумение по въпроса за статута на провинцията.